# Championnats d'Europe de taekwondo 1980
Navigation
Édition précédente Édition suivante
Les championnats d'Europe de taekwondo 1980 ont été organisés en 1980 à Copenhague, au Danemark. Il s'agissait de la troisième édition des championnats d'Europe de taekwondo.